# Gongylidiellum crassipes
Gongylidiellum crassipes là một loài nhện trong họ Linyphiidae.
Loài này thuộc chi Gongylidiellum. Gongylidiellum crassipes được J. Denis miêu tả năm 1952.